# Impronta di Rabin
L'impronta di Rabin (Rabin fingerprint) è una funzione di rolling hash usata come fingerprint, definita tramite polinomi su un campo finito, proposta da Michael O. Rabin nel 1981.

## Definizione
Dato un messaggio m di n-bit m0,...,mn-1, questo può essere interpretato come un polinomio di grado n-1 sul campo finito GF(2).
{\displaystyle f(x)=m_{0}+m_{1}x+\ldots +m_{n-1}x^{n-1}}
Dato un polinomio irriducibile {\displaystyle p(x)} di grado k in GF(2), la fingerprint di m è il resto {\displaystyle r(x)} della divisione di {\displaystyle f(x)} per {\displaystyle p(x)} su GF(2), che è un polinomio di grado al più k-1, ovvero un numero rappresentabile con k bit.

## Applicazioni
Molte implementazioni dell'algoritmo di Rabin-Karp usano internamente l'impronta di Rabin come rolling hash. Il Low Bandwidth Network Filesystem (LBFS) usa l'impronta di Rabin per la suddivisione dei dati in blocchi a grandezza variabile resistenti alla traslazione.